# 糠酸氟替卡松
糠酸氟替卡松或氟替卡松糠酸酯，是合成的三氟化皮質類固醇，為源自氟替卡松的一種人工合成皮質類固醇，作为治療過敏性鼻炎用。

## 上市商標名
美國葛蘭素史克藥廠定商標名為 Veramyst 上市；而澳大利亞、加拿大、歐盟、南非、台灣、墨西哥、及以色列等國定商標名為 Avamys（艾敏釋）上市。
在印度 Cipla 公司定商標名為 Furamist 上市。 而在印度亦由 Reddys 博士以商標名為 Ennhale 上市。

## 藥品容具及使用法
藥品容具以「鼻用噴液(霧)懸浮劑（nasal spray suspension）」的結構設計。溫度須保持在攝氏30°以下。

## 延伸性組合藥劑
另種延伸性的複方藥糠酸氟替卡松/維蘭特羅（fluticasone furoate/vilanterol）已由美国食品药品监督管理局批准在美國使用。「糠酸氟替卡松/維蘭特羅」主要為慢性阻塞性肺病所產生的「氣流阻塞」病理現象之長期護理治療用，亦使用在慢性支气管炎和肺氣腫等之患者的治療上。